# Words and Music (film, 1929)
Pour plus de détails, voir Fiche technique et Distribution.
Words and Music est un film américain réalisé par James Tinling, sorti en 1929.

## Synopsis
Phil Denning et Pete Donahue sont en compétition pour que Mary Brown, la vedette du campus, joue le premier rôle dans leur numéro respectif lors de la revue de fin d'année de l'université...

## Fiche technique
- Titre original : Words and Music
- Réalisation : James Tinling
- Scénario : Andrew Bennison (en)[1]
- Costumes : Sophie Wachner
- Photographie : Charles G. Clarke, Charles Van Enger, Don Anderson
- Son : Joseph E. Aiken, W.D. Flick
- Montage : Ralph Dixon
- Direction musicale : Arthur Kay
- Production exécutive : Chandler Sprague
- Société de production : Fox Film Corporation
- Société de distribution : Fox Film Corporation
- Pays de production :  États-Unis
- Langue originale : anglais
- Format : noir et blanc — 35 mm — 1,37:1 — son Mono (Western Electric Movietone sound-on-film sound system) / il existe une version muette avec du son ajouté
- Genre : Comédie et film musical
- Durée : 81 minutes
- Date de sortie :
  - États-Unis :18 août 1929

## Distribution
- Lois Moran : Mary Brown
- David Percy : Phil Denning
- Helen Twelvetrees : Dorothy Bracey
- William Orlamond : Pop Evans
- Elizabeth Patterson : Mme Crockett, la doyenne
- Duke Morrison : Pete Donahue
- Ward Bond : Ward
- Frank Albertson : Skeet Mulroy
- Tom Patricola : Hannibal
- Bubbles Crowell : Bubbles

## Chansons du film
- "Stepping Along" : paroles et musique de William Kernell, interprétée par Richard Keene
- "Too Wonderful for Words" (interprétée par Tom Patricola), "The Hunting Song", "Take a Little Tip" : paroles de Harlan Thompson, musique de Dave Stamper (en)
- "Shadows" : paroles de Sidney D. Mitchell (en), musique de Archie Gottler (en) et Con Conrad
- "Beauty Waltz" : interprétée par Lois Moran et David Percy
- "Spice Dance" : musique de Dave Stamper (en)

## Autour du film
- C'est le premier film pour lequel John Wayne est crédité au générique, sous le nom de "Duke" Morrison[2].
- Ce film est aujourd'hui considéré comme perdu.